# Yde et Olive
Yde et Olive est une chanson de geste du XIIIe siècle écrite en laisses monorimes décasyllabiques, dans un dialecte de l'ancien français influencé par la Picardie. Elle relate l'histoire d'Yde, jeune femme qui s'habille en homme pour fuir son père qui veut l'épouser. Arrivée à Rome, elle est mariée à Olive, fille du roi Oton. À la fin de l'histoire, Yde est transformée en homme par un ange et peut continuer son union avec Olive.

## Source et inspirations
La chanson de geste Yde et Olive est connue grâce à un unique manuscrit de 1311. 
C'est un épisode d'un cycle de suites de Huon de Bordeaux qui suit divers membres de sa famille. Après la chanson d'Esclarmonde (l'histoire de la femme de Huon et de la grand-mère d'Yde), et Clarisse et Florent (l'histoire des parents d'Yde), l'histoire d'Yde est ponctuée par un poème intitulé Croissant, que certains érudits publient séparément, et qui raconte l'histoire d'Yde et du fils d'Olive. L'histoire principale des aventures d'Yde reprend ensuite. Yde et Olive est une chanson relativement peu étudiée par rapport à ses homologues de la série Huon.

## Intrigue
Le début relate brièvement le mariage de Florent et Clarisse. Florent, vainqueur, retourne en Aragon dont il est couronné roi après la mort de Garin, son père. Peu après, Clarisse se découvre enceinte, et cette grossesse la rend inquiète ; à raison, puisqu'elle meurt en mettant au monde une fille : Yde. Le deuil de Florent se prolonge, l'amenant à négliger ses devoirs de roi et de père. Il refuse de se remarier, malgré l'insistance de ses barons.
Cependant, Yde grandit et devient une jeune femme, ressemblant de plus en plus à sa mère. Son père tombe amoureux d'elle et décide de l'épouser. Yde, horrifiée par cette perspective, se déguise en homme, vole le cheval de son père et s'enfuit. S'ensuit une série d'aventures chevaleresques qui l'amènent finalement à Rome, où elle se met au service du roi Oton.
Impressionné par sa valeur, Oton décide de marier Yde à sa fille unique, Olive, et de faire d'elle son héritier. Sans possibilité d'échapper à cette situation, Yde accepte à son corps défendant d'épouser Olive. Le couple reste abstinent pendant 15 jours, jusqu'à ce que Yde, ne pouvant plus résister aux demandes répétées de son épouse de consommer le mariage, lui avoue son secret. Olive lui assure que son secret sera bien gardé, mais leur conversation a été surprise et rapportée au roi, qui jure de les faire brûler toutes les deux si ce qu'on lui a rapporté est vrai.
Afin de vérifier ces dires, Oton invite Yde à se baigner avec lui. Les deux jeunes femmes, pensant que tout est perdu, prient pour leur Salut - mais au dernier moment, un ange descend du ciel et enjoint au roi de ne pas mettre à l'épreuve un fidèle vassal. L'ange annonce ensuite que Yde est désormais un homme, qu'Oton mourra 8 jours plus tard, et que Yde et Olive vont cette nuit même concevoir un enfant qui sera appelé Croissant.
Prend place ensuite l'épisode parfois rapporté sous le titre "Croissant", qui raconte les faits et gestes du fils d'Olive et Yde.
L'histoire de Yde et Olive reprend ensuite avec la mort de Florent et le retour de Yde en Aragon comme légitime héritier et prétendant au trône.

## Analyse
L’œuvre a notamment été étudiée à partir des années 1980 par les études de genre aux États-Unis, notamment pour son lien avec la transidentité et le travestissement. Selon Elena Podetti, « elle plonge avant tout ses racines dans un vaste réservoir de motifs narratifs d’origine folklorique, et entre en résonance avec une constellation d’œuvres de genres littéraires différents, rédigées à la charnière des xiiie et xive siècles ». On y retrouve ainsi des thèmes très répandus, comme celui du père incestueux, du déguisement ou la jeune fille persécutée
Yde et Olive est parfois considérée comme la plus ancienne adaptation en ancien français du mythe d'Iphis dans les Métamorphoses d'Ovide, bien que certains spécialistes se demandent si cet ancien pendant n'est pas plus qu'une coïncidence[réf. nécessaire]. De même, il a été postulé que l'histoire a été travaillée sous une forme dramatique dans le Miracle de la fille d'un roy (1454), mais les chercheurs ont également rejeté cette hypothèse, affirmant que le transfert du motif d'une héroïne travestie échappant aux désirs incestueux de son père résulte d'une tradition orale plutôt que d'une influence textuelle directe[réf. nécessaire]. La pièce ne s'écarte pas significativement de la chanson, sauf dans son final (le vrai sexe de l'héroïne Ysabelle est découvert à la fin, où elle redevient une femme et épouse le roi au lieu de rester mariée à sa fille). Le livre de Caroline Cazanave sur les suites Huon, qui constitue la quintessence de la chanson, contient une discussion approfondie du texte et de la tradition du manuscrit[réf. nécessaire].